# Gairo
Gairo (sardisk: Gàiru) er en by og en kommune (comune) i provinsen Nuoro i regionen Sardinien i Italien. Byen ligger i 670 meters højde og har 1.444 indbyggere (2016). Kommunen har et areal på 77,49 km² og grænser til kommunerne Arzana, Cardedu, Jerzu, Lanusei, Osini, Seui, Tertenia, Ulassai og Ussassai.